# Bupleurum canescens
Bupleurum canescens är en flockblommig växtart som beskrevs av Peder Kofod Anker Schousboe. Bupleurum canescens ingår i släktet harörter, och familjen flockblommiga växter. Inga underarter finns listade i Catalogue of Life.